# Albert Duvaleix
Pour les articles homonymes, voir Duvaleix.
Albert Duvaleix, né Jean Albert Duvaleix, est un acteur français né le 7 juin 1893 à Bordeaux et mort le 21 décembre 1962 à l'Hôpital Saint-Joseph dans le 14e arrondissement de Paris. Il est le père du comédien Christian Duvaleix, avec qui il est enterré au cimetière de Garches.

## Filmographie
- 1931 : Grains de beauté de Pierre Caron - (Lucien Fortier)
- 1932 : Le Crime du chemin rouge de Jacques Séverac - (Le Goulet)
- 1932 : La Pouponnière de Jean Boyer - (M. Delannoy)
- 1932 : L'Amour en six jours - court métrage - de Émile-Georges de Meyst - (Lucien)
- 1932 : Attendez...chauffeur ! - court métrage -
- 1932 : Les Rigolos - court métrage - de Jacques Séverac
- 1933 : Le Bien-aimé Lanouille - court métrage - de Emile G. de Meyst
- 1933 : Un drôle de numéro - court métrage - de Jean Gourguet
- 1933 : Les Tutti-frutti - court métrage - de Jean Gourguet
- 1934 : L'Affaire Coquelet de Jean Gourguet - (Le commissaire)
- 1934 : Le Mystère Imberger de Jacques Séverac
- 1935 : Juanita de Pierre Caron - (Le colonel Bratlesco)
- 1935 : Les Beaux Jours de Marc Allégret
- 1935 : Ernest a le filon - court métrage - de Andrew F. Brunelle
- 1936 : Les Bateliers de la Volga de Vladimir Strijewesky - (Un batelier)
- 1936 : Le Roi de Pierre Colombier - (Cormeau)
- 1936 : Passé à vendre de René Pujol
- 1936 : Marinella de Pierre Caron - (Barton)
- 1938 : Les Femmes collantes de Pierre Caron
- 1938 : Métropolitain de Maurice Cam - (un client du 65)
- 1938 : Le Monsieur de cinq heures de Pierre Caron
- 1939 : Le Chasseur de chez Maxim's de Maurice Cammage
- 1939 : Les Cinq Sous de Lavarède de Maurice Cammage - (Maître panabert)
- 1939 : Ils étaient neuf célibataires de Sacha Guitry - (Le valet de Margerat)
- 1941 : Patrouille blanche de Christian Chamborant - (Galvin)
- 1941 : Montmartre-sur-Seine de Georges Lacombe
- 1942 : Le Destin fabuleux de Désirée Clary de Sacha Guitry - (Le concierge)
- 1942 : À vos ordres, Madame, de Jean Boyer - (Le portier)
- 1942 : La Grande Marnière de Jean de Marguenat - (Tendeur)
- 1942 : Signé illisible de Christian Chamborant - (M. Lavergne)
- 1943 : Port d'attache de Jean Choux - (Le médecin)
- 1943 : Adrien de Fernandel - (L'assureur)
- 1943 : Défense passive - court métrage - de Jean Perdrix
- 1944 : Premier de cordée de Louis Daquin - (L'oncle Dechosalet)
- 1944 : Service de nuit de Jean Faurez - (Le brigadier)
- 1946 : Sérénade aux nuages d'André Cayatte
- 1946 : La Femme en rouge de Louis Cuny - (Souliac)
- 1946 : Pas si bête d'André Berthomieu - (Henri Ménard, le père de Nicole)
- 1947 : Les Aventures de Casanova de Jean Boyer
- 1947 : Le Chanteur inconnu d'André Cayatte - (Le marchand de disques)
- 1948 : Ainsi finit la nuit de Emil-Edwin Reinert - (Prunier, le concierge du théâtre)
- 1948 : Aux yeux du souvenir de Jean Delannoy - (Un passager)
- 1948 : La Veuve et l'Innocent de André Cerf - (Tiercelet)
- 1949 : La Bataille du feu ou Les Joyeux conscrits de Maurice de Canonge - (Grassin)
- 1949 : Vient de paraître de Jacques Houssin - (Le maître d'hôtel du grand restaurant)
- 1949 : Branquignol de Robert Dhéry - (Le Scrogneugneu)
- 1950 : Nous irons à Paris de Jean Boyer - (Le commissaire)
- 1950 : Le Gang des tractions-arrière de Jean Loubignac - (Le directeur de l'asile psychiatrique)
- 1950 : Deburau de Sacha Guitry - (Robillard)
- 1950 : Le Rosier de madame Husson de Jean Boyer - (Le curé)
- 1951 : Le Plus Joli Péché du monde de Gilles Grangier - (M. Durozoir)
- 1951 : La Poison de Sacha Guitry - (L'abbé Méthivier)
- 1951 : Adhémar ou le Jouet de la fatalité de Fernandel - (l'employé du casino)
- 1951 : Le Garçon sauvage de Jean Delannoy - (Le monsieur du taxi)
- 1951 : Pas de vacances pour Monsieur le Maire de Maurice Labro - (Monsieur le maire)
- 1952 : Monsieur Leguignon lampiste de Maurice Labro - (Le président da la neuvième chambre correctionnelle)
- 1952 : Piédalu fait des miracles de Jean Loubignac
- 1953 : La Pocharde de Georges Combret
- 1952 : Le Trou normand de Jean Boyer - (Le notaire)
- 1952 : Le Sorcier blanc ou La jungle en folie / M. Dupont homme blanc de Claude Lalande
- 1953 : Tambour battant de Georges Combret
- 1953 : Koenigsmark de Solange Térac
- 1953 : Les Enfants de l'amour de Léonide Moguy - (L'abbé)
- 1954 : Si Versailles m'était conté... de Sacha Guitry - (L'offrant à la vente aux enchères)
- 1954 : Secrets d'alcôve de Jean Delannoy, dans le sketch : Le lit de la Pompadour
- 1954 : Obsession de Jean Delannoy - (Barnett)
- 1955 : Napoléon de Sacha Guitry - scènes coupées au montage - (M. de Blanchetière)
- 1955 : Les Indiscrètes de Raoul André
- 1955 : Toute la ville accuse de Claude Boissol
- 1956 : Si Paris nous était conté de Sacha Guitry - (Pierre-Jean de Béranger)

## Théâtre, opérette
- La Mascotte - opérette en 3 actes d'Edmond Audran, sur un livret d'Henri Chivot et d'Alfred Duru, créé au théâtre des Bouffes-Parisiens le 29 décembre 1880.
- 1946 : La Bonne Hôtesse opérette de Jean-Jacques Vital et Serge Veber, musique Bruno Coquatrix, mise en scène Fred Pasquali, Alhambra
- 1949 : Le Bouillant Achille de Paul Nivoix, mise en scène Robert Dhéry,   Théâtre des Variétés
- La Veuve Joyeuse, extraits, disque Pathé  plaisir musical.Rôle du baron Popoff.
- 1951 : La Belle Hélène de Jacques Offenbach, disque Pathé, d. Jules Gressier, rôle Menelaus.

"Chanson gitane" extraits rôle de Nicolas disque Marianne Mélodies avec Rogers , Marina Hotine,André Dassary Création au Théâtre de la Gaîté lyrique le 13 décembre 1946